# Saurorictus australis
Il sauroricto (Saurorictus australis) è un rettile estinto, appartenente ai captorinidi. Visse nel Permiano superiore (circa 259 - 254 milioni di anni fa) e i suoi resti fossili sono stati ritrovati in Sudafrica. 

## Descrizione
Questo animale è noto principalmente per un cranio con mandibola, leggermente deformati, e per alcune ossa postcraniche. Anche se proveniente da strati del Permiano superiore, questo animale richiama fortemente alcuni captorinidi arcaici del Permiano inferiore, come Romeria, Rhiodenticulatus e Protocaptorhinus. Ciò che distingue Saurorictus dai suoi antichi parenti è la presenza di un foro nella parte anteriore dell'osso mascellare; questo foro, posto in posizione anterodorsale, non sembrerebbe essere uno dei piccoli fori che comunemente si trovano lungo i margini alveolari del mascellare e del dentale di molti rettili. Un'altra differenza rispetto agli altri captorinidi basali è la completa riduzione dell'osso sopratemporale, la cui posizione è occupata dalla porzione anterolaterale dell'osso parietale. Inoltre, il margine posteriore del cranio era piuttosto dritto. In generale, si suppone che Saurorictus assomigliasse a una piccola lucertola tozza, lunga forse 20 centimetri. 

## Classificazione
Saurorictus australis (il cui nome significa "sorriso da rettile meridionale") è stato descritto per la prima volta nel 2001, sulla base di resti fossili ritrovati in Sudafrica, nella zona del Karroo. All'interno della famiglia dei captorinidi, Saurorictus sembrerebbe occupare una posizione piuttosto basale, e la sua tarda apparizione nella documentazione fossile indicherebbe la presenza di una ghost lineage risalente almeno al Permiano inferiore. Un altro captorinide basale del Permiano superiore, ritrovato in Zimbabwe e attribuito con qualche dubbio al genere Protocaptorhinus, potrebbe essere strettamente imparentato a Saurorictus. 